# Dimetilsulfoniopropionat
El dimetilsulfoniopropionat (freqüentment abreujat com DMSP), és un compost organosulfurat amb la fórmula química (CH₃)₂S+CH₂CH₂COO−. Aquest metabolit zwitteriònic es troba en el fitoplàncton marí, algues de mar i algunes espècies de plantes vasculars terrestres i aquàtiques. Actua com un osmòlit i també s'han identificat en ell altres papers fisiològics i mediambientals.

## Biosíntesi
En les plantes superiors el DMSP es biosintetitza a partir de la S-metilmetionina. Dos intermedis en aquesta conversió són el dimetilsulfonipropilamina i el dimetilsulfonipropionaldehid.

## Degradació
El DMSP es degrada per part dels microbis marins per a formar productes sulfurosos volàtils, cadascun amb diferents efectes sobre el medi ambient. El principal producte de la degradació és el metanetiol (CH₃SH), el qual és assimilat pels bacteris dins les proteïnes de sofre.
Respecte al canvi climàtic global, el DMS es creu que hi té un paper peñ fet de disminuir la quantitat de radiació solar que arriba a la superfície de la Terra.